# Callipseustes continens
Callipseustes continens är en fjärilsart som beskrevs av W. Warren 1907. Callipseustes continens ingår i släktet Callipseustes och familjen mätare. Inga underarter finns listade i Catalogue of Life.